# Белевский переулок
Бе́левский переулок — переулок в Невском районе Санкт-Петербурга. Проходит от улицы Седова до улицы Кибальчича.

## История
Этот переулок был создан в 1940-х годах при застройке квартала между бульваром Красных Зорь, улицами Седова, Шелгунова и Кибальчича. Прежде здесь располагалось Белевское поле.
Прежде в Невском районе существовал Белевский переулок, но в другом месте. Он проходил в районе снесенного Речного вокзала от Невы к Белевскому полю (его территорию в середине XIX века арендовал Карл Белль, отсюда название). Название известно с 1903 года, причём до 1913 года это был не переулок, а проспект. В 1975 году Белевский переулок упразднили. Однако 7 июля 1999 года его название восстановили. Правда, ненадолго, и затем его вновь упразднили. Однако на некоторых картах, в том числе «Яндекс.картах», он изображается до сих пор — так называют внутриквартальный проезд вдоль дома 5а по улице Шелгунова.
12 августа 2014 года название Белевский переулок было присвоено переулку от Седова до Кибальчича. Тем самым топонимическая комиссия Санкт-Петербурга решили восстановить утраченное название.
В 2013 году с городских торгов были проданы несколько зданий, стоящих в Белевском переулке. После окончания строительства на их месте будут построены новые, и адрес им присвоят по Белевскому переулку.